# Лайвен
Лайвен (нем. Leiwen) — община в Германии, в земле Рейнланд-Пфальц. 
Входит в состав района Трир-Саарбург. Подчиняется управлению Швайх.  Население составляет 1501 человек (на 31 декабря 2010 года). Занимает площадь 12,71 км².

## Фотографии

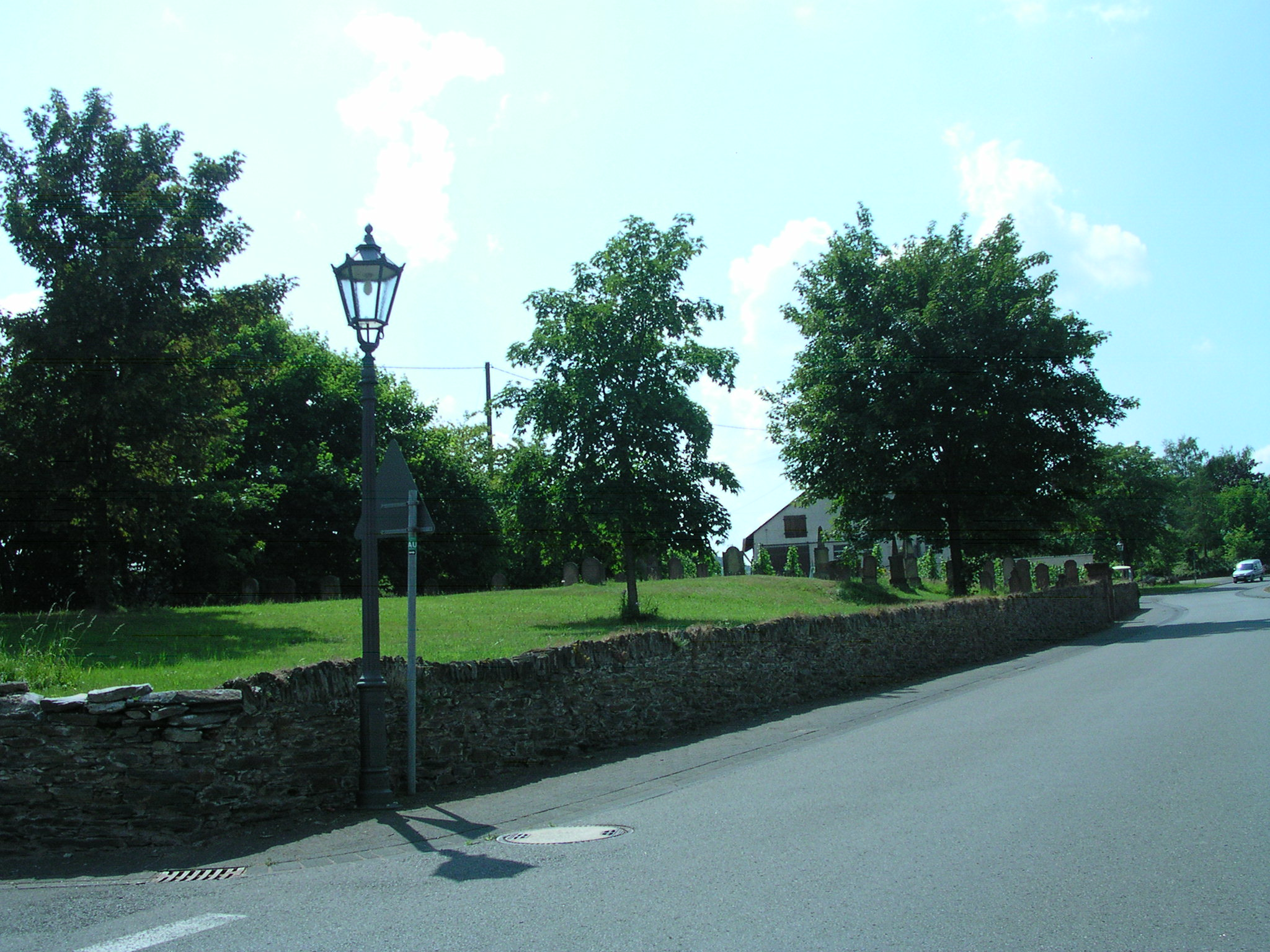
Лайвен. Еврейское кладбище
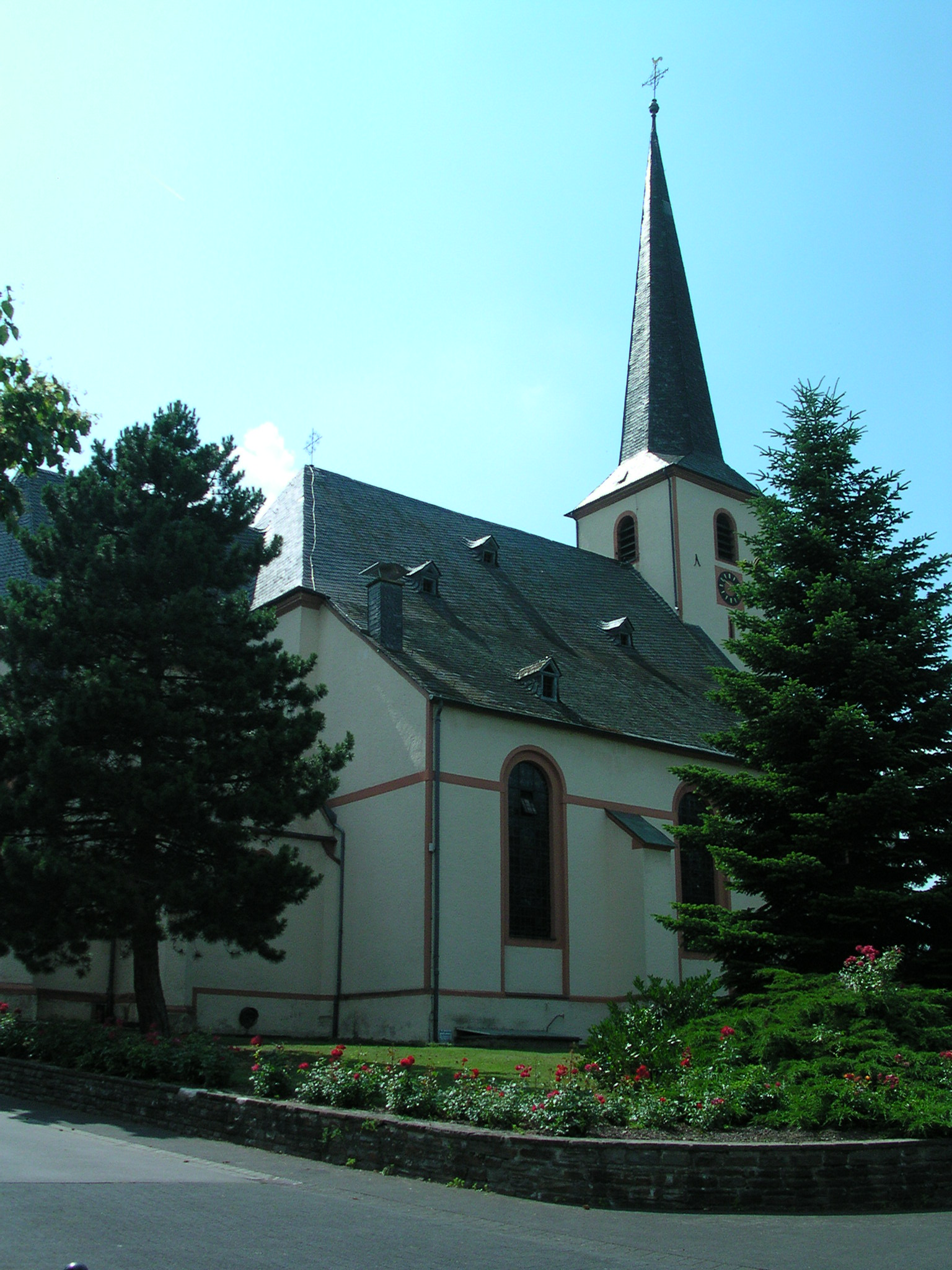
Лайвен